# Fred Waite
Pour l'homme politique néo-zélandais du même nom, voir : Fred Waite (homme politique).
Frederick Tecumseh Waite (28 septembre 1853 à Fort Arbuckle, Territoire indien, aujourd'hui en Oklahoma-24 septembre 1895) est un Amérindien de la tribu Chickasaw qui devint cow-boy avant de se joindre à la bande de Billy le Kid.

## Biographie
Frederick est le fils de Thomas Waite et de Catherine Waite, née McClure. Il étudia à l'Illinois Industrial University, puis obtint son baccalauréat, en 1874 au Mound City Commercial College de Saint-Louis. Il travailla un certain temps dans le commerce de son père puis trouva un emploi au Nouveau-Mexique avec John Tunstall, qui fut plus tard un des chefs de la guerre opposant Tunstall-McSween à Dolan, plus connue sous le nom de la « guerre du comté de Lincoln ». Waite était fermier pour Tunstall.
Le 8 avril 1878, Tunstall fut tué et le groupe des « Régulateurs » (The Regulators) fut formé pour venger sa mort. Ce groupe était composé des 45 tireurs les plus chevronnés de l'Ouest et Waite en faisait partie. C'est là qu'il rencontra Billy le Kid, son camarade amérindien Jose Chavez y Chavez, Jim French, Frank McNab, Dirk Brewer et Charlie Bowdre formant la bande du Kid (Kid's gang).
Fred Waite était probablement derrière un mur lorsque William Brady a été tué par le gang. Il était également présent lorsque le gang abattit Buck Shot Roberts suspecté du meurtre de Tunstall.
Partagé entre sa culture amérindienne et sa nouvelle vie, Waite choisit de vivre comme un Indien, délaissant alors le gang. 
De retour en Oklahoma, Waite devint un politicien plein de succès, détenant différents mandats à la Nation Chickasaw dont, entre autres, celui de sénateur, président de la chambre des représentants, procureur et National Secretary (« Secrétaire national ») jusqu'à sa mort.
On ne sait pas comment Waite est mort. Mais au moment de sa mort, quatre jours avant son 42e anniversaire, il devait devenir gouverneur de la nation Chickasaw.